# Paracymoriza aurantialis
Paracymoriza aurantialis is een vlinder uit de familie van de grasmotten (Crambidae), uit de onderfamilie van de Acentropinae. De wetenschappelijke naam van deze soort is voor het eerst gepubliceerd in 1895 door Charles Swinhoe.
De soort komt voor in India.